# Ulvophyceae
Las ulvofíceas (Ulvophyceae) son una clase de algas verdes (Chlorophyta) que se distinguen principalmente por su morfología ultrastructural, ciclo de vida y filogenética molecular. Una de las especies características es la lechuga de mar, así como Caulerpa y Acetabularia.
Tienen diversa morfología y hábitat. La mayoría son macroalgas marinas, algunas son de agua dulce y otras son consideradas maleza. También se caracterizan por el desplazamiento contra las agujas del reloj del aparato basal de flagelos en las células móviles.

## Filogenia
Los análisis filogenéticos muestran las siguientes relaciones:

|  | Cladophorales                                                 |
|  |                                                               |
|  | \| \| Dasycladales \| \| \| \| \| \| Bryopsidales \| \| \| \| |
|  |                                                               |
|  | Trentepohliales                                               |
|  |                                                               |
|  | Dasycladales                                                  |
|  |                                                               |
|  | Bryopsidales                                                  |
|  |                                                               |

|  | Dasycladales |
|  |              |
|  | Bryopsidales |
|  |              |

|  | Ulvales      |
|  |              |
|  | Ulotrichales |
|  |              |

|  | Cladophorales                                                 |
|  |                                                               |
|  | \| \| Dasycladales \| \| \| \| \| \| Bryopsidales \| \| \| \| |
|  |                                                               |
|  | Trentepohliales                                               |
|  |                                                               |
|  | Dasycladales                                                  |
|  |                                                               |
|  | Bryopsidales                                                  |
|  |                                                               |

|  | Dasycladales |
|  |              |
|  | Bryopsidales |
|  |              |

|  | Ulvales      |
|  |              |
|  | Ulotrichales |
|  |              |